# Économie de Sainte-Lucie
L'économie de Sainte-Lucie se situe dans la tranche des pays à revenu intermédiaire. Son économie est cependant dépendante des fluctuations extérieures et des aléas climatiques fréquents dans la région. 